# Шьёль
Шьёль (фр. Chieulles) — коммуна во французском департаменте Мозель региона Лотарингия. Входит в кантон Монтиньи-ле-Мец. 

## География

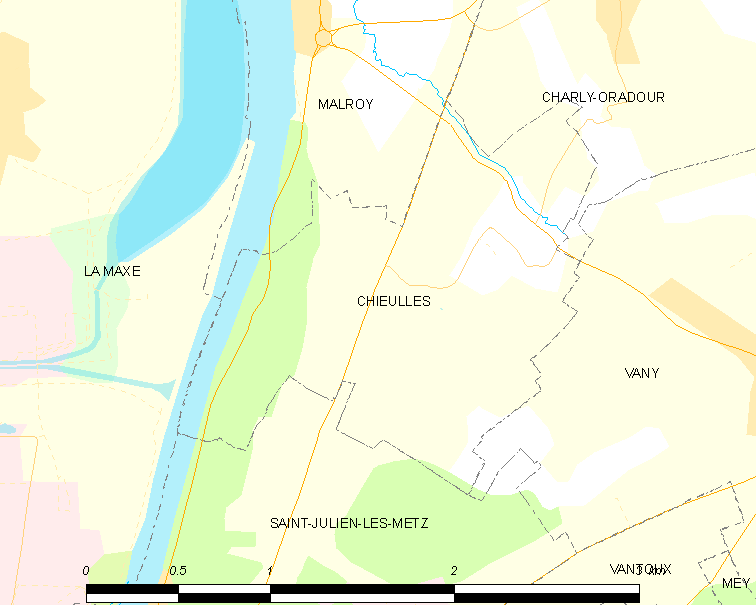
Шьёль на карте Франции.

Шьёль расположен в 290 км к востоку от Парижа и в 6 км к северо-западу от Меца.

## История
- Поселение мозельских земель, входило в регион От-Шмен.
- Принадлежал сеньорам д'Эннери.

## Демография
По переписи 2011 года в коммуне проживало 399 человек. 

## Достопримечательности
- Римская дорога.
- Дом сеньора.
- Часовня Сен-Жан-Батист, 1759.